# Jaap Van Zweden
Jaap Van Zweden   (Amsterdam, 12 de desembre de 1960) és un director i violinista neerlandès. Actualment és director musical de l'Orquestra Filharmònica de Hong Kong i de la Filharmònica de Nova York.

## Biografia
Van Zweden va néixer a Amsterdam, Països Baixos. El seu pare, un pianista, el va animar a començar els estudis de violí als cinc anys i va estudiar música a Amsterdam, on entre els seus professors hi havia Louise Wijngaarden i Davina van Wely. Als 15 anys va guanyar el concurs de violí Oskar Back; això li va permetre assistir a la "Juilliard School" dels Estats Units, on va estudiar amb Dorothy DeLay.

## Carrera
El 1979, als 18 anys, van Zweden es va convertir en un dels dos directors de concert de l'Orquestra Concertgebouw. Va ser el violinista més jove que va assolir aquest càrrec, que va ocupar fins al 1995. També va actuar com a solista amb moltes altres orquestres.
Van Zweden va començar a treballar com a director d'orquestra després que Leonard Bernstein el convidés a dirigir un assaig d'orquestra a Berlín. Ha afirmat que va aprendre molt sobre la direcció de l'observació dels diversos directors que van dirigir els concerts de l'Orquestra Concertgebouw. Va dirigir conjunts més petits inicialment i es va convertir en director a temps complet el 1997. El seu primer lloc de direcció holandès va ser com a director principal de l'Orkest van het Oosten (Orquestra de l'Orient, o l'Orquestra Simfònica dels Països Baixos) a Enschede, Països Baixos. Va ocupar aquest càrrec des del 1996 fins al 2000. Van Zweden va ser director titular de la Residentie Orchestra de La Haia des del 2000 fins al 2005, i va enregistrar amb elles les simfonies completes de Ludwig van Beethoven. El 2005 es va convertir en director i cap artístic de la Radio Filharmonisch Orkest (RFO; Netherlands Radio Philharmonic) a Hilversum. El febrer de 2007 va ampliar el contracte de RFO fins al 2013. L'agost de 2010, l'orquestra va anunciar que van Zweden cessaria de la direcció principal de les RFO el 2012 i assumiria el lloc de director convidat honorari. Van Zweden va ser director d'orquestra de l'Orquestra Simfònica d'Anvers del 2008 al 2011.
Fora d'Europa, van Zweden va debutar a la direcció dels Estats Units amb la St. Louis Symphony el 1996. La seva segona aparició a la direcció dels Estats Units va ser amb l'Orquestra Simfònica de Dallas el febrer del 2006, un concert molt aclamat. Basant-se en aquest compromís, la Dallas Symphony va nomenar Van Zweden com el seu següent director musical després d'Andrew Litton, efectiu amb la temporada 2008/09. El seu contracte inicial era de quatre anys, on el primer any tenia previst dirigir 12 setmanes de concerts de subscripció i després 15 setmanes en els tres anys següents. Durant la temporada 2007/08, va ostentar el títol de Director musical designat. L'octubre de 2009, la Dallas Symphony va anunciar la pròrroga del seu contracte durant la temporada 2015/16. El novembre de 2013, l'orquestra va anunciar una nova pròrroga del seu contracte fins al 2019. El gener de 2016, la Dallas Symphony va anunciar una conclusió revisada del mandat de van Zweden per a la propera temporada 2017/18, una temporada abans que el seu contracte més recent de Dallas. Amb la temporada 2018/19, van Zweden va obtenir el títol de director d'orquestra de la Dallas Symphony, pel període que va des del 2018 fins al 2021.
El gener de 2012, l'Orquestra Filharmònica de Hong Kong (HK Phil) va anunciar el nomenament de van Zweden com a pròxim director musical, amb un contracte inicial de quatre anys a partir de l'1 d'agost de 2012. Va debutar com a director musical de l'orquestra el 28 de setembre de 2012. El juny de 2016, van Zweden va ampliar el seu contracte amb l'HK Phil durant la temporada 2021-2022. El juny de 2020, el HK Phil va anunciar una nova pròrroga del contracte de van Zweden durant la temporada 2023-2024, moment en el qual està previst que es retiri del càrrec i que prengui el títol de director d'orquestra.
Van Zweden va dirigir per primera vegada la Filharmònica de Nova York l'abril del 2012. Va tornar per a posteriors compromisos el novembre de 2014 i l'octubre de 2015. El gener de 2016, la Filharmònica de Nova York va anunciar el nomenament de Van Zweden com a pròxim director musical, a partir de la temporada 2018/19, amb un contracte inicial de cinc anys. Van Zweden va actuar com a director musical designat per a la temporada 2017/18.

## Vida personal
Des de 1983, van Zweden està casat amb l'artista Aaltje van Zweden – van Buuren. Tenen una filla, Anna-Sophia, i tres fills, Daniel, Benjamin i Alexander. Els van Zwedens tenen un interès particular per l'autisme, ja que el seu fill Benjamin és autista. El 2000, la van Zwedens va crear la Fundació Papageno per proporcionar musicoteràpia als nens autistes.